# MTV Türkiye
MTV Türkiye war die türkische Version des amerikanischen Musiksenders MTV. Zum ersten Mal  wurde der Sender am 23. Oktober 2006 ausgestrahlt. Erstes Musikvideo war Nil Karaibrahimgils Video Peri.
Der Sender zeigte nationale und internationale Musikvideos. Es wurden außerdem amerikanischen Serien wie Jackass, Pimp My Ride, I Bet You Will, Dirty Sanchez, Wild Boyz, Viva la Bam, Celebrity Deathmatch und I Want A Famous Face ausgestrahlt.
Am 31. August 2011 wurde der Sendebetrieb eingestellt.

## Sendungen
- Türkisch für Anfänger (Türkisch Überspielen)
- Doctor’s Diary (Türkisch Überspielen)
- J.Simpson’s Price Of Beauty
- Broke Knows Best
- Nitro Circus
- Valemont
- Disaster Date
- Famous Crime Scene
- Made
- MTV Live
- MTV At The Movies
- True Life
- Pimp My Ride

## Türkische Sendungen
- Kontra Atak
- Bestmotion
- The Rock Chart TR
- Ünlü Harfler
- Fantastik Films
- BeniMTV'm 2010

## Musik
- Your Mtv
- Free Zone
- Breakfast Club
- MTV Insomnia
- Lickshoots
- Superock
- Headbanger’s Ball
- Partyzone
- Hot Stuff
- Chillout Zone
- MTV TR Hafta Sonu
- So 90'S
- Base Chart
- Rock chart
- Eurotop 20
- Dancefloor Chart
- World Chart Express

## MTV Turkey VJ's
- Sevil Uyar (The Rock Chart)
- Alper Etiş (BeniMTV'M)
- Semra Altınel (Kontra Atak)

### Past VJs
- Beste Bereket
- Burak Aydoğan
- Merthan Yalçın
- Can Bonomo
- Selin
- Bertan Öztürk
- Seda Bakan
- Eyüp Sultan